# آندرانومیلی
آندرانومیلی (به لاتین: Andranomiely) یک منطقهٔ مسکونی در ماداگاسکار است که در آریوونیمامو واقع شده‌است. آندرانومیلی ۱۰٬۰۰۰ نفر جمعیت دارد و ۱٬۹۸۹ متر بالاتر از سطح دریا واقع شده‌است.